# 徐柳美
ソ・ユミ（朝鮮語: 徐柳美／서유미、1975年 - ）は、韓国の女性小説家。

## 経歴
1975年にソウル生まれ。檀国大学校国文科卒。2007年に「ファンタスティック蟻地獄」で文学手帳作家賞、同年「クールに一歩」で第1回チャンビ長編小説賞を受賞し、デビュー。
短編集に『当分は人間』(2012)、『誰もが別れる一日』（2018）『今夜は大丈夫、明日のことはわからないが』（2022）、長編に『ファンタスティック蟻地獄』(2007)、『クールに一歩』（2007）、『あなたのモンスター』（2011）、『終わりの始まり』(2015)、『隙間』(2015)、『ホールディング、ターン』（2018）、『私たちが失ったもの』（2020）、エッセイに『ひとつの体の時間』(2020) などがある。
市に暮らす人々の孤独や葛藤を温かい眼差しで繊細に描く韓国を代表する女性作家。

## 邦訳作品
- 『終わりの始まり』金みんじょん訳、書肆侃侃房、韓国女性文学シリーズ、2022年10月